# Flag (bande dessinée)
Pour les articles homonymes, voir Flag.
Flag est une bande dessinée policière française en noir et blanc écrite par David Chauvel et dessinée par Erwan Le Saëc. Elle a été publiée en 1999 par les éditions Delcourt.

## Synopsis
L'album suit le parcours croisé de Pierre, un policier, et Lucas, un petit délinquant en pleine ascension jusqu'à une fusillade qui scelle leurs destins,.
Utilisant une structure narrative complexe, cette bande dessinée évoque avec réalisme les difficultés du métier de policier et les mécanismes de la délinquance,

## Publication
- Flag, Delcourt, coll. « Encrages «, 1999  (ISBN 284055271X).

### Documentation
- Laurent Mélikian, « Flag orné », BoDoï, no 19,‎ mai 1999, p. 8.